# NGC 6837
NGC 6837 est un vieil amas ouvert situé dans la constellation de l'Aigle. Il a été découvert par l'astronome germano-britannique William Herschel en 1826.
NGC 6837 est à environ 2 208 pc (∼7 200 al) du système solaire et les dernières estimations donnent un âge de 1,0 milliard d'années. La taille apparente de l'amas est de 4,6 minutes d'arc, compte tenu de la distance et grâce à un calcul simple, équivaut à une taille réelle de 9,6 al.

## Étoiles
Simbad montre un bouton nommé Children. En cliquant sur ce bouton, on atteint une section de cette base de données qui renferme un tableau contenant 320 entrées, cependant des étoiles apparaissent à deux ou même plusieurs plusieurs repises sur le tableau.  Une colonne de ce tableau indique la probabilité que l'étoile appartienne à l'amas. Le titre de la colonne permet de classer la probabilité par ordre croissant ou décroissant. En cliquant sur la désignation de l'étoile, on atteint la page de Simbad qui résume ses propriétés.